# خوسيه كانتي
خوسيه كانتي (بالإسبانية: José Kanté) هو لاعب كرة قدم إسباني في مركز نصف الجناح، ولد في 27 سبتمبر 1990 في ساباديل في إسبانيا. شارك مع منتخب غينيا لكرة القدم. أما مع النوادي، فقد لعب مع خيمناستيك طركونة وغورنيك زابجه وليغيا وارسو ونادي أيك لارنكا.

## وصلات خارجية
- خوسيه كانتي على موقع رابطة كرة القدم اليابانية للمحترفين (اليابانية)
- خوسيه كانتي على موقع قاعدة بيانات كرة القدم.إي يو (الإنجليزية)
- خوسيه كانتي على موقع ناشيونال فوتبول تيمز (الإنجليزية)
- خوسيه كانتي على موقع Soccerway.com (الإنجليزية)
- خوسيه كانتي على موقع عالم كرة القدم.نت (الإنجليزية)